# گمینا سکاوینا
گمینا سکاوینا (به لهستانی:  Gmina Skawina) یک گمینا در لهستان است که در شهرستان کراکوف واقع شده‌است. گمینا سکاوینا ۱۰۰٫۱۵ کیلومتر مربع مساحت و ۴۱٬۴۴۵ نفر جمعیت دارد.

## خواهرخوانده
شهر چیویتانوا مارکه خواهرخواندهٔ گمینا سکاوینا هست.